# ラグビーニュージーランド代表
ラグビーニュージーランド代表（英語: New Zealand national rugby union team）は、ニュージーランドのラグビーユニオンナショナルチーム。愛称は「オールブラックス」 (英語: All Blacks)。エンブレムはシルバー・ファーン（シダの葉）。

## 概要
試合の前に、ニュージーランドの先住民であるマオリの伝統舞踊「ハカ」（カマテ、カパオパンゴ）を行う。
チームの初戦は1884年にオーストラリアのニューサウスウェールズ州で行われた。最初の国代表試合（テストマッチ）は1903年にオーストラリアのシドニーでオーストラリア代表と対戦した。翌1904年、ホームでの初のテストマッチとして、ウェリントンでイギリス諸島のチームと対戦した。1905年にはヨーロッパと北米で34試合を戦ったが、テストマッチ5試合のうち、ウェールズ代表との初テストマッチで1敗しただけだった。
1996年からラグビー南アフリカ代表（スプリングボクス）およびオーストラリア代表（ワラビーズ）との国際対抗戦トライネイションズを開催し、2012年からは新たにラグビーアルゼンチン代表を加えたザ・ラグビーチャンピオンシップを開催している。

## ユニフォームとチーム愛称

シルバーファーンを意匠にした旗の一例。

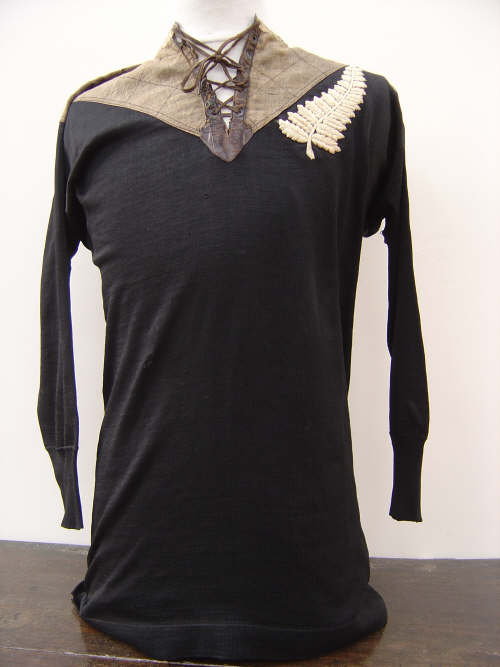
1905年のジャージ。肩当ての布で補強され、紐で結ぶストリングネック仕様。

1884年のオーストラリア遠征では、紺色のジャージを着用し、ジャンパーの左側に金色のファーン（シダの葉）の紋章を付けた。
1893年にニュージーランドラグビー協会が設立されたとき、シダ類の一種であるシルバー・ファーンがあしらわれた黒のジャージと、白のショーツまたはニッカーボッカーズだった。
1901年に全身黒のユニフォームとなり、オーストラリアのニューサウスウェールズ代表と対戦した。
1905年から1906年にかけてブリテン諸島遠征を行ったニュージーランド代表チームは、現在「オリジナルズ (The Originals)」と呼ばれる。
オリジナルズの一人、ビリー・ウォーラスは、ロンドンの新聞が代表チームの戦いぶりを評して、全員バックスのように戦うと書きたてたことから「オールバックス」と呼ばれるようになり、それが誤植などで変じて「オールブラックス」になった、と述べている。しかし実際は、前述のとおり、遠征前から全身黒のユニフォームにより すでに「オールブラックス」と呼ばれており、ブリテン諸島遠征での活躍により愛称が定着した。
「ALL BLACKS」は、ニュージーランドラグビー協会の登録商標である。
1990年創設の女子ニュージーランド代表の愛称は、ブラックファーンズ (Black Ferns) である。

## スポンサー
1925年から1999年まで75年間に渡り、カンタベリー・オブ・ニュージーランドと公式サプライヤー契約を結び、ユニフォームを提供していた。1999年シーズンからは、アディダスと公式サプライヤー契約を結んでいる。
2012年シーズンから保険会社AIGが公式スポンサー契約を締結し、初めて、ジャージの前面にロゴ「AIG」を入れた。2022年からは、フランスの建設資材企業アルトラッドグループが、ジャージ前面のロゴ「ALTRAD」を掲出している。

## 代表資格とサバティカル
海外チームでプレーする選手は、ニュージーランド代表資格を持てないというニュージーランド協会独自の規定がある。その例外規定として「サバティカル（sabbatical、日本語の『長期休暇』に相当）」があり、1年間の休暇を利用して海外でプレーをすることができる。これを利用し、季節が半年ずれている日本のリーグワンなど北半球で、多くのオールブラックス選手が活躍している。

#### 天理大学ラグビー部
1925年（大正14年）、天理大学の前身である天理外国語学校が開校した年の6月に、ラグビー部を創設。創部まもなく、天理教の二代真柱中山正善は、オールブラックスのユニフォーム、パンツ、ストッキングを15組、ラグビー部に寄贈した。現在、天理大学ラグビー部のユニフォームは、オールブラックスと同じく前身黒色である。

## 歴史

### ラグビー王国の誕生

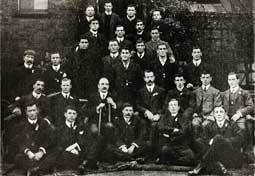
1905年 - 1906年に北半球遠征を行ったオリジナル・オールブラックスメンバー。

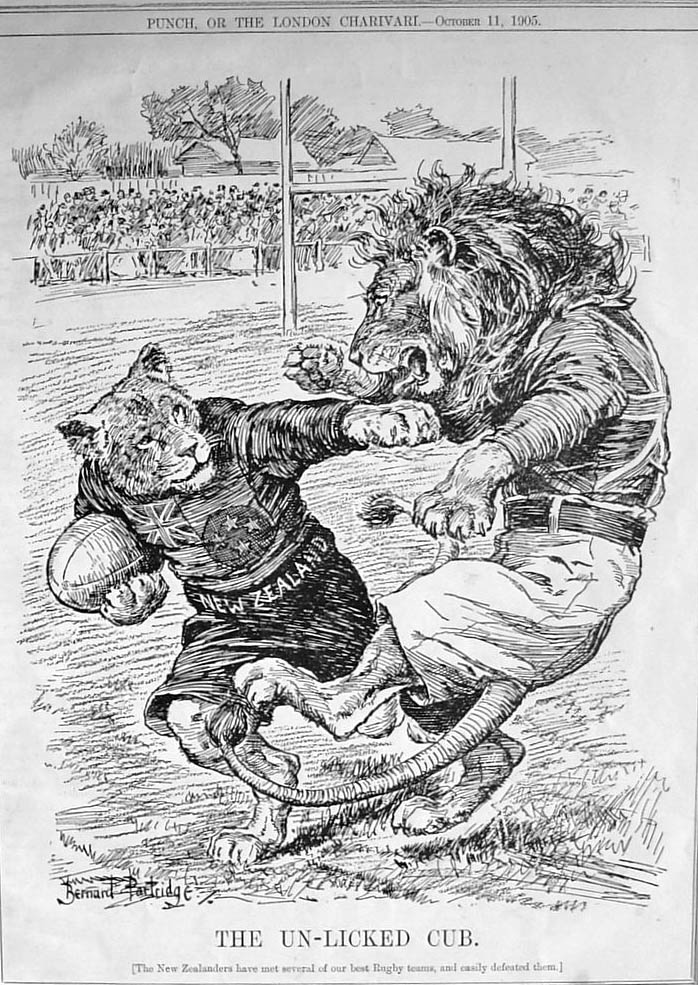
1905年に掲載された英国の風刺漫画雑誌パンチの1ページ。当時の風刺画ではブリテン諸島代表を強靭なライオン、オールブラックスを足の速いピューマに見立てた。

ニュージーランドへのラグビー伝来は医学者で政治家のデビッド・モンロ（出身はスコットランド・エジンバラ）の息子であるC.J.モンロにより伝えられた説が有力である。C.J.モンロは留学先のロンドンでラグビーと出会い1860年代後半にニュージーランドへ伝えたとされている。1870年5月にネルソン・カレッジとネルソン・クラブとの間でラグビーの試合が開催された 。1882年にサザンラグビー協会（現：ニューサウスウェールズ州ラグビー協会）がニュージーランド遠征を行い、1888年にブリテン諸島チーム（イングランド、スコットランドおよびウェールズの選手から構成）がニュージーランド遠征を行った。
1892年にニュージーランド・ラグビーフットボール協会（NZRFU、現在のニュージーランド・ラグビー協会(NZRU)）が設立され、1893年にニューサウスウェールズ州へ遠征。翌年にはニューサウスウェールズを招き初のホーム試合を開催。公式な初のテストマッチは1903年にシドニーで開催されたラグビーオーストラリア代表（ワラビーズ）との試合になる。
1905年から1906年にかけ初の北半球遠征（ブリテン諸島、フランス、アメリカ合衆国）を行った際にオールブラックスと呼ばれるようになったとされる（詳細は#ニックネームを参照）。この北半球遠征に帯同したメンバー27名は“オリジナル・オールブラックス”と呼ばれ、伝説のチームとされている。この遠征成績は35戦34勝1敗、うちテストマッチ5戦4勝1敗。
1921年にラグビー南アフリカ代表（スプリングボクス）がニュージーランド遠征を行い、1928年にはオールブラックスが南アフリカへ遠征。この遠征試合はともに引き分けとなった。
1924年から1925年にかけて行われたブリテン諸島・フランス・カナダ遠征では32戦全勝（うちテストマッチ4戦全勝）を達成。この遠征メンバーは“インヴィンシブル（無敵艦隊）”と称された。
1932年よりワラビーズとの国際対抗戦「ブレディスローカップ」を開催。
1965年から1969年にかけてテストマッチ17連勝を達成。
1976年に当時人種隔離政策（アパルトヘイト）により国際社会から強い批判を受けていた南アフリカへオールブラックスを派遣したことからアフリカ諸国がモントリオールオリンピックをボイコットするなど国際問題へ発展。
1978年の北半球遠征ではホーム・ネイションズの4チームと対戦し全勝、グランドスラムを達成。
初開催となるラグビーワールドカップ1987で優勝。ジョン・カーワンとクレイグ・グリーンが6トライを挙げトライ王に輝く。ラグビーワールドカップ1991では準決勝でワラビーズに敗れ3位に終わる。
ラグビーワールドカップ1995では優勝候補から外れ、ヘッドコーチのローリー・メインズはベテランのグレアム・バショップ、ジンザン・ブルックを復帰させる一方、新戦力のジョナ・ロムー、アンドリュー・マーティンズ、ジョシュ・クロンフェルドらを起用し新旧融合チームを結成。下馬評を覆し決勝へ進出。決勝はスプリングボクスと大会初となる延長戦に突入するも3点差で2位に終わる。メインズは辞任し、ヘッドコーチにノンキャップの知将ジョン・ハートが就任。
ハート就任後は1996年から始まったトライネイションズで2年連続全勝優勝するなど若手とベテランが噛み合ったラグビーワールドカップ1995での好調を維持する。

### 低迷期
長らくチームを支えたショーン・フィッツパトリック、ジンザン・ブルック、マイケル・ジョーンズ、フランク・バンス等のベテランが次々と代表を引退すると、1998年にブレディスローカップをワラビーズに明け渡すなど低迷期に突入、1998年から1999年の対ワラビーズは5戦1勝4敗と負け越す。ラグビーワールドカップ1999は準決勝でフランスに、3位決定戦でもスプリングボクスに敗れ4位に終わる。ハートは辞任しヘッドコーチにウェイン・スミスが就任。
スミス就任後の2000年、2001年のトライネイションズは2位に終わりブレディスローカップの奪回に失敗。スミスは更迭され当時37歳のジョン・ミッチェルがヘッドコーチに就任。ミッチェルは若手選手を中心にチーム編成を行い2002年・2003年のトライネイションズ優勝、2003年には5季ぶりにブレディスローカップの奪回に成功した。しかしラグビーワールドカップ2003は準決勝でワラビーズに敗れて3位。ミッチェルは辞任しグラハム・ヘンリーがヘッドコーチに就任。

### 復活
2004年にヘンリーがヘッドコーチに就任してから2006年までのテストマッチは33勝4敗、2004年11月以降は27勝2敗と圧倒的な強さを取り戻す。2005年11月の北半球遠征でホーム・ネイションズの4チームを相手に27年ぶり2度目のグランドスラム（全勝）を達成。その初戦ウェールズ戦と続くアイルランド戦では先発メンバーを全員入れ替えながらともに38点差で圧勝した。ラグビーワールドカップ2007は優勝の大本命とされたが、準々決勝でホスト国のフランスに敗れた。NZRUは新ヘッドコーチの選考を行うと表明し、ロビー・ディーンズとの指名争いが展開されたが、最終的にヘンリーの再任人事を発表。敗れたディーンズはワラビーズのヘッドコーチに就任した。この決定は賛否両論の議論を招いたが、2008年・2010年のトライネイションズ優勝と北半球遠征でグランドスラム達成、ブレディスローカップ3季連続防衛に成功するなど、勝率9割以上を言われるヘンリーの戦術は高い評価を得た。
2007年大会と同じく優勝候補の大本命とされたラグビーワールドカップ2011は圧倒的な強さで決勝まで進み悲願の優勝を果たした。この大会中、スタンドオフに3名の怪我人を出しながら優勝を果たし選手層の厚さを証明した。2011年シーズン終了後にヘンリーの勇退が発表され、ラグビーウェールズ代表時代から9年間に渡りヘンリーのアシスタントを務めたスティーブ・ハンセンがヘッドコーチに昇格した。
ハンセン就任後もオールブラックスの快進撃は止まらず、2013年には年間全勝となるテストマッチ14戦全勝を達成するなど、ブレディスローカップとザ・ラグビーチャンピオンシップ3季連続防衛に成功、2015年はザ・ラグビーチャンピオンシップの優勝こそワラビーズに奪われるもののブレディスローカップは防衛。本命視されて臨んだラグビーワールドカップ2015において優勝。ラグビーワールドカップ史上初の連覇を達成した。
ラグビーワールドカップ2019ではプールBを4戦全勝で1位通過。この中には、後に同大会を優勝するスプリングボクス戦が含まれていた。しかし、準決勝でイングランドに19-7で敗れ、ワールドカップ3連覇とはならなかった。3位決定戦ではウェールズ代表に40-17で勝利し3位が確定した。

### フォスターHC時代
2019年12月11日（現地時間）、ハンセンのアシスタントを8年間務めたイアン・フォスターがヘッドコーチに就任した。
2022年7月9日、アイルランドに敗れ、世界ランキングはそれまでの2位から史上ワーストの4位に転落。翌週7月16日もアイルランドに敗れた。
2022年南半球四カ国対抗ザ・ラグビーチャンピオンシップにおいて、8月7日の開幕戦で南アフリカに敗れた。これでテストマッチ3連敗となり、8月8日付の世界ランキングはチーム史上最低を更新し5位になった。
その後4位に戻したものの、8月27日に自国開催のアルゼンチン戦で歴史的敗北を喫し、8月29日付の世界ランキングで再び5位に落たが、翌週には4位に戻した。
2022年10月29日、ランキング10位の日本代表と4年ぶり7回目の対戦を行い、38-31で辛勝した。

## 世界ランキングと成績
| ワールドラグビー男子ランキング 上位20チーム（2025年7月28日時点） | ワールドラグビー男子ランキング 上位20チーム（2025年7月28日時点） | ワールドラグビー男子ランキング 上位20チーム（2025年7月28日時点） | ワールドラグビー男子ランキング 上位20チーム（2025年7月28日時点） |
| 順位                                                             | 変動*                                                            | チーム                                                           | ポイント                                                         |
| ---------------------------------------------------------------- | ---------------------------------------------------------------- | ---------------------------------------------------------------- | ---------------------------------------------------------------- |
| 1                                                                | 増減なし                                                         | 南アフリカ共和国                                                 | 092.78                                                           |
| 2                                                                | 増減なし                                                         | ニュージーランド                                                 | 092.06                                                           |
| 3                                                                | 増減なし                                                         | アイルランド                                                     | 089.83                                                           |
| 4                                                                | 増減なし                                                         | フランス                                                         | 087.82                                                           |
| 5                                                                | 増減なし                                                         | イングランド                                                     | 087.64                                                           |
| 6                                                                | 増減なし                                                         | オーストラリア                                                   | 082.08                                                           |
| 7                                                                | 増減なし                                                         | アルゼンチン                                                     | 082.05                                                           |
| 8                                                                | 増減なし                                                         | スコットランド                                                   | 081.57                                                           |
| 9                                                                | 増減なし                                                         | フィジー                                                         | 080.50                                                           |
| 10                                                               | 増減なし                                                         | イタリア                                                         | 077.77                                                           |
| 11                                                               | 増減なし                                                         | ジョージア                                                       | 074.69                                                           |
| 12                                                               | 増減なし                                                         | ウェールズ                                                       | 074.05                                                           |
| 13                                                               | 増減なし                                                         | サモア                                                           | 072.48                                                           |
| 14                                                               | 増減なし                                                         | 日本                                                             | 072.29                                                           |
| 15                                                               | 増減なし                                                         | スペイン                                                         | 069.12                                                           |
| 16                                                               | 増減なし                                                         | アメリカ合衆国                                                   | 068.45                                                           |
| 17                                                               | 増減なし                                                         | ウルグアイ                                                       | 067.52                                                           |
| 18                                                               | 増減なし                                                         | ポルトガル                                                       | 066.44                                                           |
| 19                                                               | 増減なし                                                         | トンガ                                                           | 065.46                                                           |
| 20                                                               | 増減なし                                                         | チリ                                                             | 063.83                                                           |
| 21                                                               | 増減なし                                                         | ルーマニア                                                       | 062.67                                                           |
| 22                                                               | 増減なし                                                         | ベルギー                                                         | 061.20                                                           |
| 23                                                               | 増減なし                                                         | 香港                                                             | 059.98                                                           |
| 24                                                               | 増減なし                                                         | ジンバブエ                                                       | 058.80                                                           |
| 25                                                               | 増減なし                                                         | カナダ                                                           | 057.75                                                           |
| 26                                                               | 増減なし                                                         | オランダ                                                         | 057.01                                                           |
| 27                                                               | 増減なし                                                         | ナミビア                                                         | 056.97                                                           |
| 28                                                               | 増減なし                                                         | ブラジル                                                         | 055.90                                                           |
| 29                                                               | 増減なし                                                         | スイス                                                           | 055.26                                                           |
| 30                                                               | 増減なし                                                         | ポーランド                                                       | 054.06                                                           |
| *前週からの変動                                                  |                                                                  |                                                                  |                                                                  |
| ニュージーランドのランキングの推移                               |                                                                  |                                                                  |                                                                  |
| 生のグラフデータを参照/編集してください.                         |                                                                  |                                                                  |                                                                  |
| 出典: ワールドラグビー 推移グラフの最終更新: 2025年7月28日       |                                                                  |                                                                  |                                                                  |
|                                                                  | 現在、技術上の問題で一時的にグラフが表示されなくなっています。   |                                                                  |                                                                  |

### 世界ランキング
2009年11月16日付から2019年8月12日付まで、509週連続で1位を記録していた。2019年8月17日に2位ウェールズが4位イングランドに勝利し、その前週に1位ニュージーランドが3位オーストラリアに敗れポイントを下げていたことで、2019年8月19日付ランキングで1位をウェールズに譲り、2位に落ちた。
長期にわたり3位以内をキープしていたが、2022年7月から8月にかけてテストマッチ3連敗を喫し、2022年8月8日付ランキングで5位に落ちた。さらに8月29日付でも5位を記録した。

### テストマッチ成績
2025年7月19日現在のテストマッチの対戦成績は以下の通り。
| チーム                                            | 試合数 | 勝  | 分 | 負  | 勝率(%) |
| ------------------------------------------------- | ------ | --- | -- | --- | ------- |
| アルゼンチン                                      | 39     | 35  | 1  | 3   | 89.74%  |
| オーストラリア                                    | 179    | 126 | 8  | 45  | 70.39%  |
| ブリティッシュ・アンド・ アイリッシュ・ライオンズ | 41     | 30  | 4  | 7   | 73.17%  |
| カナダ                                            | 6      | 6   | 0  | 0   | 100.00% |
| イングランド                                      | 46     | 36  | 2  | 8   | 78.26%  |
| フィジー                                          | 8      | 8   | 0  | 0   | 100.00% |
| フランス                                          | 67     | 51  | 1  | 15  | 76.12%  |
| ジョージア                                        | 1      | 1   | 0  | 0   | 100.00% |
| アイルランド                                      | 38     | 32  | 1  | 5   | 84.21%  |
| イタリア                                          | 17     | 17  | 0  | 0   | 100.00% |
| 日本                                              | 6      | 6   | 0  | 0   | 100.00% |
| ナミビア                                          | 3      | 3   | 0  | 0   | 100.00% |
| パシフィック・アイランダーズ                      | 1      | 1   | 0  | 0   | 100.00% |
| ポルトガル                                        | 1      | 1   | 0  | 0   | 100.00% |
| ルーマニア                                        | 2      | 2   | 0  | 0   | 100.00% |
| サモア                                            | 7      | 7   | 0  | 0   | 100.00% |
| スコットランド                                    | 32     | 30  | 2  | 0   | 93.75%  |
| 南アフリカ共和国                                  | 108    | 62  | 4  | 42  | 57.41%  |
| トンガ                                            | 7      | 7   | 0  | 0   | 100.00% |
| アメリカ合衆国                                    | 4      | 4   | 0  | 0   | 100.00% |
| ウルグアイ                                        | 1      | 1   | 0  | 0   | 100.00% |
| ウェールズ                                        | 37     | 34  | 0  | 3   | 91.89%  |
| 世界選抜 (World XV)                               | 3      | 2   | 0  | 1   | 66.67%  |
| 計                                                | 654    | 502 | 23 | 129 | 76.76%  |
| チーム                                            | 試合数 | 勝  | 分 | 負  | 勝率(%) |

### ワールドカップ
- 1987年 - 優勝
- 1991年 - 3位
- 1995年 - 準優勝
- 1999年 - 4位
- 2003年 - 3位
- 2007年 -  ベスト8
- 2011年 - 優勝
- 2015年 - 優勝
- 2019年 - 3位
- 2023年 - 準優勝
- 2027年 - 出場権獲得

### トライネイションズとザ・ラグビーチャンピオンシップ
| トライネーションズ (1996–2011; 2020) | トライネーションズ (1996–2011; 2020) | トライネーションズ (1996–2011; 2020) | トライネーションズ (1996–2011; 2020) | トライネーションズ (1996–2011; 2020) | トライネーションズ (1996–2011; 2020) | トライネーションズ (1996–2011; 2020) | トライネーションズ (1996–2011; 2020) | トライネーションズ (1996–2011; 2020) | トライネーションズ (1996–2011; 2020) | トライネーションズ (1996–2011; 2020) |
| 国/地域 | 試合                                 | 試合                                 | 試合                                 | 試合                                 | ポイント                             | ポイント                             | ポイント                             | ボーナス ポイント                    | テーブル ポイント                    | 優勝 回数                            |
| 国/地域 | P                                    | 勝                                   | 分                                   | 負                                   | 得点                                 | 失点                                 | 差                                   | ボーナス ポイント                    | テーブル ポイント                    | 優勝 回数                            |
| --- | ------------------------------------ | ------------------------------------ | ------------------------------------ | ------------------------------------ | ------------------------------------ | ------------------------------------ | ------------------------------------ | ------------------------------------ | ------------------------------------ | ------------------------------------ |
| ニュージーランド | 76                                   | 52                                   | 0                                    | 24                                   | 2054                                 | 1449                                 | +605                                 | 35                                   | 243                                  | 11                                   |
| オーストラリア | 76                                   | 30                                   | 3                                    | 43                                   | 1591                                 | 1817                                 | −226                                 | 34                                   | 160                                  | 3                                    |
| 南アフリカ共和国 | 72                                   | 28                                   | 1                                    | 43                                   | 1480                                 | 1831                                 | −351                                 | 24                                   | 138                                  | 3                                    |
| アルゼンチン | 4                                    | 1                                    | 2                                    | 1                                    | 56                                   | 84                                   | –28                                  | 0                                    | 8                                    | 0                                    |
| 出典: lassen.co.nz – Tri-Nations, Australia, New Zealand, South Africa ボーナスポイントはT – 4*W − 2*Dとして算出。T=テーブルポイント、W=勝利数、D=引き分け数 |                                      |                                      |                                      |                                      |                                      |                                      |                                      |                                      |                                      |                                      |

| ザ・ラグビーチャンピオンシップ (2012-) | ザ・ラグビーチャンピオンシップ (2012-) | ザ・ラグビーチャンピオンシップ (2012-) | ザ・ラグビーチャンピオンシップ (2012-) | ザ・ラグビーチャンピオンシップ (2012-) | ザ・ラグビーチャンピオンシップ (2012-) | ザ・ラグビーチャンピオンシップ (2012-) | ザ・ラグビーチャンピオンシップ (2012-) | ザ・ラグビーチャンピオンシップ (2012-) | ザ・ラグビーチャンピオンシップ (2012-) | ザ・ラグビーチャンピオンシップ (2012-) |
| 国/地域 | 試合                                   | 試合                                   | 試合                                   | 試合                                   | ポイント                               | ポイント                               | ポイント                               | ボーナス ポイント                      | テーブル ポイント                      | 優勝 回数                              |
| 国/地域 | P                                      | 勝                                     | 分                                     | 負                                     | 得点                                   | 失点                                   | 差                                     | ボーナス ポイント                      | テーブル ポイント                      | 優勝 回数                              |
| --- | -------------------------------------- | -------------------------------------- | -------------------------------------- | -------------------------------------- | -------------------------------------- | -------------------------------------- | -------------------------------------- | -------------------------------------- | -------------------------------------- | -------------------------------------- |
| ニュージーランド | 63                                     | 51                                     | 2                                      | 10                                     | 2,154                                  | 1,197                                  | +957                                   | 40                                     | 249                                    | 9                                      |
| 南アフリカ共和国 | 63                                     | 33                                     | 4                                      | 26                                     | 1,637                                  | 1,383                                  | +254                                   | 30                                     | 166                                    | 2                                      |
| オーストラリア | 63                                     | 26                                     | 3                                      | 34                                     | 1,411                                  | 1,735                                  | −324                                   | 14                                     | 131                                    | 1                                      |
| アルゼンチン | 63                                     | 12                                     | 1                                      | 50                                     | 1,196                                  | 2,063                                  | −867                                   | 14                                     | 60                                     | 0                                      |
| 更新: 2024年9月28日 出典: lassen.co.nz – TRC, Argentina, Australia, New Zealand, South Africa ボーナスポイントはT – 4*W − 2*Dとして算出。T=テーブルポイント、W=勝利数、D=引き分け数 |                                        |                                        |                                        |                                        |                                        |                                        |                                        |                                        |                                        |                                        |

| トライネーションズとザ・ラグビーチャンピオンシップを含めた全期間 (1996–)                                 | トライネーションズとザ・ラグビーチャンピオンシップを含めた全期間 (1996–) | トライネーションズとザ・ラグビーチャンピオンシップを含めた全期間 (1996–) | トライネーションズとザ・ラグビーチャンピオンシップを含めた全期間 (1996–) | トライネーションズとザ・ラグビーチャンピオンシップを含めた全期間 (1996–) | トライネーションズとザ・ラグビーチャンピオンシップを含めた全期間 (1996–) | トライネーションズとザ・ラグビーチャンピオンシップを含めた全期間 (1996–) | トライネーションズとザ・ラグビーチャンピオンシップを含めた全期間 (1996–) | トライネーションズとザ・ラグビーチャンピオンシップを含めた全期間 (1996–) | トライネーションズとザ・ラグビーチャンピオンシップを含めた全期間 (1996–) | トライネーションズとザ・ラグビーチャンピオンシップを含めた全期間 (1996–) |
| 国/地域                                                                                                  | 試合                                                                     | 試合                                                                     | 試合                                                                     | 試合                                                                     | ポイント                                                                 | ポイント                                                                 | ポイント                                                                 | ボーナス ポイント                                                        | テーブル ポイント                                                        | 優勝 回数                                                                |
| 国/地域                                                                                                  | P                                                                        | 勝                                                                       | 分                                                                       | 負                                                                       | 得点                                                                     | 失点                                                                     | 差                                                                       | ボーナス ポイント                                                        | テーブル ポイント                                                        | 優勝 回数                                                                |
| --- | ------------------------------------------------------------------------ | ------------------------------------------------------------------------ | ------------------------------------------------------------------------ | ------------------------------------------------------------------------ | ------------------------------------------------------------------------ | ------------------------------------------------------------------------ | ------------------------------------------------------------------------ | ------------------------------------------------------------------------ | ------------------------------------------------------------------------ | ------------------------------------------------------------------------ |
| ニュージーランド                                                                                         | 139                                                                      | 103                                                                      | 2                                                                        | 34                                                                       | 4,208                                                                    | 2,646                                                                    | +1,562                                                                   | 75                                                                       | 492                                                                      | 20                                                                       |
| オーストラリア                                                                                           | 135                                                                      | 61                                                                       | 5                                                                        | 69                                                                       | 3,117                                                                    | 3,214                                                                    | −97                                                                      | 55                                                                       | 308                                                                      | 5                                                                        |
| 南アフリカ共和国                                                                                         | 139                                                                      | 56                                                                       | 6                                                                        | 77                                                                       | 3,002                                                                    | 3,583                                                                    | −581                                                                     | 48                                                                       | 291                                                                      | 4                                                                        |
| アルゼンチン                                                                                             | 67                                                                       | 12                                                                       | 3                                                                        | 52                                                                       | 1,262                                                                    | 2,147                                                                    | −885                                                                     | 14                                                                       | 68                                                                       | 0                                                                        |
| 更新:2024年9月28日 ボーナスポイントはT – 4*W − 2*Dとして算出。T=テーブルポイント、W=勝利数、D=引き分け数 |                                                                          |                                                                          |                                                                          |                                                                          |                                                                          |                                                                          |                                                                          |                                                                          |                                                                          |                                                                          |

## 選手

### 現在の代表
ニュージーランド代表 ザ・ラグビーチャンピオンシップ2025 スコッド ※所属、 キャップ数(Cap)は、2025年8月4日現在 
- ヘッドコーチ :  スコット・ロバートソン
- キャプテン : スコット・バレット

| 選手                           | ポジション     | 誕生日 (年齢)          | キャップ | フランチャイズ                          |
| ------------------------------ | -------------- | ---------------------- | -------- | --------------------------------------- |
| コーディー・テイラー           | フッカー       | 1991年3月31日（34歳）  | 98       | クルセイダーズ / カンダベリー           |
| サミソニ・タウケイアホ         | フッカー       | 1997年8月8日（27歳）   | 33       | チーフス / ワイカト                     |
| ブロディ・マカリスター         | フッカー       | 1997年6月17日（28歳）  | 1        | チーフス / カンダベリー                 |
| イーサン・デグルート           | プロップ       | 1998年7月22日（27歳）  | 32       | ハイランダーズ / サウスランド           |
| タマティ・ウィリアムズ         | プロップ       | 2000年8月10日（24歳）  | 18       | クルセイダーズ / カンダベリー           |
| オリー・ノーリス               | プロップ       | 1999年12月11日（25歳） | 2        | チーフス / ワイカト                     |
| タイレル・ロマックス           | プロップ       | 1996年3月16日（29歳）  | 44       | ハリケーンズ / タスマン                 |
| フレッチャー・ニューウェル     | プロップ       | 2000年3月1日（25歳）   | 25       | クルセイダーズ / カンダベリー           |
| パシリオ・トシ                 | プロップ       | 1998年7月18日（27歳）  | 9        | ハリケーンズ / ベイ・オブ・プレンティ   |
| スコット・バレット             | ロック         | 1993年11月20日（31歳） | 81       | クルセイダーズ / タラナキ               |
| パトリック・トゥイプロトゥ     | ロック         | 1993年1月23日（32歳）  | 55       | ブルーズ / オークランド                 |
| トゥポウ・ヴァアイ             | ロック         | 2000年1月27日（25歳）  | 40       | チーフス / タラナキ                     |
| ファビアン・ホラード           | ロック         | 2002年10月9日（22歳）  | 3        | ハイランダーズ / オタゴ                 |
| サミペニ・フィナウ             | バックロー     | 1999年5月10日（26歳）  | 11       | チーフス / ワイカト                     |
| サイモン・パーカー             | バックロー     | 2000年5月6日（25歳）   | 0        | チーフス / ノースランド                 |
| アーディー・サヴェア           | バックロー     | 1993年10月14日（31歳） | 97       | モアナ・パシフィカ / ウェリントン       |
| デュプレッシー・キリフィ       | バックロー     | 1997年3月3日（28歳）   | 3        | ハリケーンズ / ウェリントン             |
| ウォレス・シティティ           | バックロー     | 2002年9月7日（22歳）   | 10       | チーフス / ノースハーバー               |
| ピーター・ラカイ               | バックロー     | 2003年3月4日（22歳）   | 3        | ハリケーンズ / ウェリントン             |
| ルーク・ジェーコブソン         | バックロー     | 1997年4月20日（28歳）  | 24       | チーフス / ワイカト                     |
| コルテス・ラティマ             | スクラムハーフ | 2001年3月22日（24歳）  | 14       | チーフス / ワイカト                     |
| キャム・ロイガード             | スクラムハーフ | 2000年11月16日（24歳） | 12       | ハリケーンズ / カウンティーズ・マヌカウ |
| ノア・ホッサム                 | スクラムハーフ | 2003年5月23日（22歳）  | 2        | クルセイダーズ / タスマン               |
| ボーデン・バレット             | フライハーフ   | 1991年5月27日（34歳）  | 136      | ブルーズ / タラナキ                     |
| ダミアン・マッケンジー         | フライハーフ   | 1995年4月20日（30歳）  | 64       | チーフス / ワイカト                     |
| アントン・ライナート＝ブラウン | センター       | 1995年4月15日（30歳）  | 85       | チーフス / ワイカト                     |
| ジョーディー・バレット         | センター       | 1997年2月17日（28歳）  | 71       | ハリケーンズ / タラナキ                 |
| クィン・トゥパエア             | センター       | 1999年5月10日（26歳）  | 16       | チーフス / ワイカト                     |
| ビリー・プロクター             | センター       | 1999年5月14日（26歳）  | 4        | ハリケーンズ / ウェリントン             |
| ティモジ・タヴァタヴァナワイ   | センター       | 1998年2月14日（27歳）  | 2        | ハイランダーズ / タスマン               |
| リーコ・イオアネ               | ウイング       | 1997年3月18日（28歳）  | 83       | ブルーズ / オークランド                 |
| ケイレブ・クラーク             | ウイング       | 1999年3月29日（26歳）  | 29       | ブルーズ / オークランド                 |
| セヴ・リース                   | ウイング       | 1997年2月13日（28歳）  | 34       | クルセイダーズ / サウスランド           |
| エモニ・ナラワ                 | ウイング       | 1993年7月13日（32歳）  | 3        | チーフス / ベイ・オブ・プレンティ       |
| ウィル・ジョーダン             | フルバック     | 1998年2月24日（27歳）  | 44       | クルセイダーズ / タスマン               |
| ルーベン・ラヴ                 | フルバック     | 2001年4月28日（24歳）  | 2        | ハリケーンズ / ウェリントン             |

インジュリーカバー（負傷などで欠員が生じたときにスコッド入りする選手）
| 選手                   | ポジション     | 誕生日 (年齢)         | キャップ | フランチャイズ                          |
| ---------------------- | -------------- | --------------------- | -------- | --------------------------------------- |
| ジョージ・バウワー     | プロップ       | 1992年5月28日（33歳） | 22       | クルセイダーズ / オタゴ                 |
| テビタ・マフィレオ     | プロップ       | 1998年2月4日（27歳）  | 0        | ハイランダーズ / ベイ・オブ・プレンティ |
| ジョシュ・ロード       | バックロー     | 2001年1月17日（24歳） | 7        | チーフス / タラナキ                     |
| フィンレー・クリスティ | スクラムハーフ | 1995年9月19日（29歳） | 23       | ブルーズ / タスマン                     |
| カイル・プレストン     | スクラムハーフ | 1999年9月13日（25歳） | 0        | クルセイダーズ / ウェリントン           |
| レロイ・カーター       | ウイング       | 1999年2月24日（26歳） | 0        | チーフス / ベイ・オブ・プレンティ       |

## 日本への影響
オールブラックスは、そのプレースタイルの他に、以下のような日本への影響がみられる。

#### オールホワイト
1919年（大正8年）、第三高校（京都大学の前身）と同志社のOBが中心となり、「オールホワイト」 こと関西ラグビー倶楽部（KRAC）を設立した。現在の関西ラグビーフットボール協会の母体となる。